# Paulius Martinkus
Paulius Martinkus (* 23. November 1984) ist ein litauischer Manager, Verkehrspolitiker und Vizeminister.

## Leben
Nach dem Abitur 2003 an der Mittelschule absolvierte Martinkus 2006 das Bachelorstudium an der Handelshochschule Stockholm in Riga (Lettland) und 2006 Kurse der Investitionen in Budapest (Ungarn), 2008 Verhandlungen in Tallinn (Estland) und Unternehmensaudit in Brüssel (Belgien), 2012 Schulungen im Baltikum, 2015 an der Sommerakademie der Universität Malmö in Schweden und 2016 in USA.
2007 errichtete er in Tallinn eine lituanistische Samstagsschule und diese leitete. 2009 errichtete er den Litauischen Jugendbund Estlands. Von 2006 bis 2009 war er Freiwillige im Kinderlager der Stiftung „Vienybė“.
Er leitete  Baltic Institute of Corporate Governance.
Seit dem 29. Dezember 2016 ist er stellvertretender Verkehrsminister Litauens, Stellvertreter von Rokas Masiulis im Kabinett Skvernelis. Er ist Vorstandsmitglied von AB „Lietuvos geležinkeliai“. 
Paulius Martinkus spricht englisch, russisch, französisch und lettisch.